# Acanthallagma strohmi
Acanthallagma strohmi е вид насекомо от семейство Coenagrionidae.

## Разпространение
Видът е разпространен в Бразилия.